# Réserve faunique Duchénier
La réserve faunique Duchénier est une réserve faunique du Québec (Canada) située dans la région du Bas-Saint-Laurent. Elle est gérée par Territoire populaire Chénier.

## Toponymie
Le nom de la réserve provient d'un mot-valise composé du nom des deux cantons situé sur le territoire de la réserve, soit Duquesne et Chénier. Le nom du canton de Duquesne commémore Michel-Ange Duquesne de Menneville (vers 1700-1778), gouverneur de la Nouvelle-France entre 1752 et 1755. Quant au canton de Chénier, il a été nommé en l'honneur de Jean-Olivier Chénier (1806-1837), médecin et patriote, mort lors de la bataille de Saint-Eustache le 14 décembre 1837.

## Géographie
La réserve a une superficie de 272,86 km2. Elle est située à 20 km au sud de Rimouski. Son territoire est situé entièrement dans la région du Bas-Saint-Laurent. Il comprend la municipalité de Saint-Guy, elle-même située dans la municipalité régionale de comté (MRC) des Basques et les municipalités de Saint-Narcisse-de-Rimouski, Saint-Valérien, Saint-Eugène-de-Ladrière, Esprit-Saint et La Trinité-des-Monts qui sont situées dans la MRC de Rimouski-Neigette.
Bien que la réserve Duchénier ne soit pas une aire protégée, quelques parties en sont quand même protégées. L'Est du territoire est compris dans l'aire de confinement du cerf de Virginie Duchénier (101,09 km2). Elle possède aussi six écosystèmes forestiers exceptionnels soit les forêts anciennes Duchénier (95 ha), du Lac-des-Baies (107 ha) et de la Rivière-Cossette (12 ha) et les forêts rares du Lac-France (65 ha), de la Petite-Rivière-Touradi (86 ha) et de la Rivière-Blanche (53 ha). Son territoire recoupe aussi la zec de la Rivière-Rimouski.

## Histoire
La réserve Duchénier a été créée en 1977 lors de la nationalisation des clubs privés de chasse et pêche. En 2000, le statut de la réserve de chasse et pêche changer pour celui de réserve faunique.

## Gestion
La gestion de la réserve est confiée à Territoire populaire Chénier un organisme à but non lucratif dont les membres proviennent des municipalités limitrophes du territoire de la réserve faunique (Saint-Narcisse-de-Rimouski, Trinité-des-Monts, Esprit-Saint, Lac-des-Aigles, Saint-Guy, Saint-Valérien et Saint-Eugène-de-Ladrière) ainsi que d'un membre de la Société d’exploitation des ressources de la Neigette, de la Société d’exploitation des ressources des Basques et de l'Association de chasse et de pêche des Basques. Il s'agit de la seule réserve faunique du Québec qui est géré par des gens du milieu.